# Елена Зринска
Графиня Елена Зринска (на хърватски: Jelena Zrinska; на унгарски: Zrinni Ilona; * 1643, Озаль; † 18 февруари 1703, Измит) е една от последните оцелели членове на хърватския род Зрински и една от най-великите героини в хърватската и унгарската история.

## Живот
Тя е дъщеря на Петър Зрински, бан на Хърватия, и на Катарина Франкопан. Съпруга е на Ференц Ракоци и на Имре Тьокьоли, както и майка на Ференц II Ракоци.
Елена участва в борбата за национално освобождение на Хърватия и Унгария през 17 век от абсолютизма на Австрийската династия Хабсбург.
През 1688 г. вторият ѝ съпруг Имре Тьокьоли е пленен от турците, а Елена с децата ѝ е отведена във Виена след като замъкът ѝ Мукачево е превзет след тригодишна обсада. Елена е затворена в австрийски манастир, където прекарва три години и през 1691 г. успява да се върне обратно при размяна на пленници. След подписването на Карловицкия договор е заточена през 1699 г. в Османската империя заедно със съпруга ѝ и там умира на 18 февруари 1703 г.
През октомври 1906 останките на хърватската графиня са погребани при тези на сина ѝ в катедралата Света Елжбета в град Кошице.